# Anna Iriyama
Anna Iriyama (入山 杏奈 Iriyama Anna?,  Chiba, 3 de diciembre de 1995) es una idol, cantante, actriz, youtuber y modelo japonesa. Iriyama fue miembro del Equipo A del grupo AKB48, así como también miembro de la unidad Anrire con Rina Kawaei y Rena Katō, que el 17 de octubre de 2012 lanzó un sencillo titulado "Ikujinashi Masquerade" junto con Rino Sashihara. Se ubicó en el número uno en la lista de sencillos semanales de Oricon en Japón.

## Carrera
Iriyama comenzó su carrera cuando, en marzo de 2010, pasó la audición de la décima generación para la sección de aprendices del grupo de chicas AKB48. Debutó con AKB48 en junio del mismo año cuando comenzó a actuar en el Teatro de AKB48. Ella participó en las elecciones generales de AKB48 de ese año, pero no clasificó. En julio de 2011, fue promovida al Team 4 de AKB48, por lo que se convirtió en miembro de AKB48. 
El 17 de diciembre de 2011, Iriyama y otros dos miembros de AKB48, Ami Maeda y Rena Katō, realizaron un gran evento de firma de autógrafos en Hong Kong. El lugar estaba lleno de 6 000 personas. En 2012, en el sencillo de AKB48 " Manatsu no Sounds Good! ", Iriyama hizo su primera aparición en senbatsu (lo que significa que fue seleccionada para participar en el lado A de un sencillo de AKB48 por primera vez). A pesar de eso, ella nuevamente no se clasificó en las elecciones generales de AKB48 para ese año. En septiembre, junto con Rina Kawaei y Rena Kato, se convirtió en miembro de un subgrupo AKB48 llamado Anrire.
En abril de 2013, Iriyama ganó un programa de televisión llamado Mecha Ike AKB Kimatsu Test. En la elección de AKB48 celebrada en el mismo año, se ubicó en el puesto 30. En 2014, Iriyama interpretó su primer papel dramático de TV (elenco principal) en la serie Kekkon Sasete Kudasai !! Episode 3 "Ai no Tomato" programado transmitido del 26 al 30 de mayo. En abril, se informó que Iriyama pronto debutaría en el cine, con la película Ao Oni. La película está basada en el juego de terror del mismo nombre y se estrenará en todo el país en Japón el 5 de julio. En las elecciones generales de AKB48 para 2014, obtuvo el lugar 77 en el primer día, y finalmente, terminó en el 20.º lugar con 34.002 votos.
En las elecciones generales de AKB48 para 2016, obtuvo el 18.º lugar con 36 894 votos y fue la posición más alta para ella hasta ese momento.
Lanzó su primer álbum de fotos en solitario el 22 de marzo de 2017. Participó en la telenovela mexicana Like, la leyenda, donde interpretó a una chica japonesa que no habla inglés ni español. Su última aparición antes de partir para México fue el 1 de abril en el Saitama Super Arena.

## Vida personal

### Ataque
El 25 de mayo de 2014, durante un evento celebrado en el Iwate Industry Culture & Convention Center en Takizawa, Iwate, Iriyama junto a Rina Kawaei, otro miembro de AKB48 y un miembro del personal, fueron atacados por un hombre de 24 años con una sierra de mano. Iriyama y Kawaei sufrieron fracturas óseas y laceraciones en las manos (el dedo meñique derecho de Iriyama y el pulgar derecho de Kawaei estaban fracturados y cortados, Iriyama también sufrió cortes en la cabeza) y fueron trasladados al hospital para someterse a una cirugía. El evento, así como todas las demás actividades grupales de ese día, fueron cancelados.

## Discografía

### Con AKB48
| Año  | N.º | Título | Rol                      | Notas |
| ---- | --- | --- | ------------------------ | --- |
| 2010 | 19  | "Chance no Junban" | B-side                   | Primera aparición en un sencillo de AKB48. No cantó en la pista del título. Cantó en "Fruits Snow" como Team Kenkyūsei.                       |
| 2011 | 20  | "Sakura no Ki ni Narō" | B-side                   | Cantó en "Ōgon Center" como Team Kenkyūsei.                                                                                                   |
| 2011 | 21  | "Everyday, Katyusha" | B-side                   | Cantó en "Anti" como Team Kenkyūsei. |
| 2011 | 23  | "Kaze wa Fuiteiru" | Under Girls              | Cantó en "Kimi no Senaka" como Under Girls y "Tsubomitachi" como Team 4 + Kenkyūsei.                                                          |
| 2011 | 24  | "Ue kara Mariko" | B-side                   | No cantó en la pista del título. Cantó en "Hashire! Penguin" como parte del Team 4.                                                           |
| 2012 | 25  | "Give Me Five!" | B-side (Special Girls A) | Cantó en "New Ship" como parte de Special Girls A.                                                                                            |
| 2012 | 26  | "Manatsu no Sounds Good!" | A-side                   | Primer A-side de un sencillo de AKB48. |
| 2012 | 27  | "Gingham Check" | Waiting Girls            | No se ubicó entre los 64 mejores en la Elección General de 2012. Cantó "Ano Hi no Fūrin" como parte de Waiting Girls.                         |
| 2012 | 28  | "Uza" | Under Girls              | Cantó en "Tsugi no Season" como Under Girls, y en "Kodoku na Hoshizora" como Nuevo Team A.                                                    |
| 2012 | 29  | "Eien Pressure" | B-side                   | No cantó en la pista del título. Cantó en "Eien Yori Tsuzuku Yō ni" como parte de OKL48.                                                      |
| 2013 | 30  | "So Long!" | Under Girls              | Cantó en "Ruby" como Team A. Cantó en "Waiting Room" como Under Girls.                                                                        |
| 2013 | 31  | "Sayonara Crawl" | A-side                   | También cantó en "Ikiru Koto". |
| 2013 | 32  | "Koi Suru Fortune Cookie" | Under Girls              | Clasificado # 30 en la elección general de 2013. Cantó en "Ai no Imi wo Kanagaete Mita" como Under Girls.                                     |
| 2013 | 33  | "Heart Electric" | A-side                   | Cantó en la pista del título con el nombre inglés Veronica.                                                                                   |
| 2013 | 34  | "Suzukake no Ki no Michi de "Kimi no Hohoemi o Yume ni Miru" to Itte Shimattara Bokutachi no Kankei wa Dō Kawatte Shimau no ka, Bokunari ni Nan-nichi ka Kangaeta Ue de no Yaya Kihazukashii Ketsuron no Yō na Mono" | B-side                   | No cantó en la pista del título. Cantó en "Mosh & Dive".                                                                                      |
| 2014 | 36  | "Labrador Retriever" | A-side                   | También cantó en "Kimi wa Kimagure". |
| 2014 | 37  | "Kokoro no Placard" | B-side                   | Cantó en "Dareka ga Nageta Ball". Clasificado # 20 en AKB48 6.ª Elección General.                                                             |
| 2014 | 38  | "Kibouteki Refrain" | A-side                   | También cantó en "Juujun na Slave". |
| 2015 | 39  | "Green Flash" | A-side                   | También cantó "Haru no Hikari Chikadzuita Natsu".                                                                                             |
| 2015 | 40  | "Bokutachi wa Tatakawanai" | B-side                   | No cantó en la pista del título; Cantó "Kimi ni Dai-Ni Shō".                                                                                  |
| 2015 | 41  | "Halloween Night" | B-side                   | No cantó en la pista del título; No participó en Elección General 2015. Cantó "Yankee Machine Gun".                                           |
| 2015 | 42  | "Kuchibiru ni Be My Baby" | A-side                   | También cantó "365 Nichi no Kamihikōki", "Yasashii Place", "Madonna no Sentaku" y "Senaka Kotoba".                                            |
| 2016 | 43  | "Kimi wa Melody" | A-side                   | Marcado como el décimo aniversario individual. También cantó "LALALA Message", "Mazariau Mono" como NogizakaAKB y "MT ni Sasagu" como Team A. |
| 2016 | 44  | "Tsubasa wa Iranai" | A-side                   | También cantó "Set me free" como Team A. |
| 2016 | 45  | "LOVE TRIP / Shiawase wo Wakenasai" | A-side                   | También cantó en "Hikari to Kage no Hibi", "Densetsu no Sakana" como Under Girls y "Black Flower".                                            |
| 2016 | 46  | "High Tension" | A-side                   | |
| 2017 | 47  | "Shoot Sign" | A-side                   | |
| 2017 | 48  | "Negaigoto no Mochigusare" | A-side                   | |

### Con Anrire
- "Ikujinashi Masquerade" (2012) - Rino Sashihara feat. Anrire

## Filmografía

### Videos musicales
| Año  | Título                                            | Director | Notas |
| ---- | ------------------------------------------------- | -------- | ----- |
| 2012 | "Ikujinashi Masquerade" (Kawaei Rina Center ver.) |          |       |

### Dramas
- Majisuka Gakuen 2 (2011) como Anna
- Majisuka Gakuen 3 (2012) como Annin
- Majisuka Gakuen 4 (2015) como Yoga
- Majisuka Gakuen 5 (2015) como Yoga
- AKB Horror Night: Adrenaline's Night Ep.11 - Fax (2015) como Tomomi
- AKB Love Night: Love Factory Ep.3 - Love of Rain Sound (2016) como Takane
- Crow's Blood (2016) como Aoi Nojiri
- Cabasuka Gakuen (2016) Ep.8 como Yoga

- Hanna ni kedamono 1 temp (2017) - 2 temp (2019)como kanna ogami

### Telenovela
- Like (2018) Televisa como Keiko Kobayashi (telenovela mexicana)

### Películas
- Ao Oni (2014)
- Ai Ai Gasa (2018)

### Fotolibros
| # | Título | Fecha de lanzamiento | Chart Posición | Editor   |
| # | Título | Fecha de lanzamiento | JP Oricon PB   | Editor   |
| - | --- | -------------------- | -------------- | -------- |
| 1 | Anna Iriyama's First Photobook: The Beautiful Sin (入山杏奈ファースト写真集 美しい罪 'Iriyama Anna Fāsuto shashin-shū Utsukushii Tsumi'?) | 22 de marzo de 2017  | 1              | Gentosha |

## Premios y nominaciones

### Premios TVyNovelas
| Año  | Categoría            | Programa | Resultado |
| ---- | -------------------- | -------- | --------- |
| 2019 | Mejor actriz juvenil | Like     | Nominada  |